# Episodi di Legit (seconda stagione)
La seconda e ultima stagione della serie televisiva Legit, composta da 13 episodi, è stata trasmessa negli Stati Uniti dal 26 febbraio al 14 maggio 2014 sul canale FXX.
In Italia la stagione è inedita.
| nº | Titolo originale | Titolo italiano | Prima TV USA     | Prima TV Italia |
| -- | ---------------- | --------------- | ---------------- | --------------- |
| 1  | Loveline         |                 | 26 febbraio 2014 |                 |
| 2  | Death            |                 | 5 marzo 2014     |                 |
| 3  | Racist           |                 | 12 marzo 2014    |                 |
| 4  | Reunion          |                 | 19 marzo 2014    |                 |
| 5  | Checkmate        |                 | 26 marzo 2014    |                 |
| 6  | Rub & Slide      |                 | 2 aprile 2014    |                 |
| 7  | Afghanistan      |                 | 9 aprile 2014    |                 |
| 8  | Homeless         |                 | 16 aprile 2014   |                 |
| 9  | Licked           |                 | 23 aprile 2014   |                 |
| 10 | Weekend          |                 | 30 aprile 2014   |                 |
| 11 | Intervention     |                 | 7 maggio 2014    |                 |
| 12 | Sober            |                 | 14 maggio 2014   |                 |
| 13 | Honesty          |                 | 14 maggio 2014   |                 |